# Anthony Mann
Anthony Mann (n. 30 iunie 1906, San Diego, California, SUA  - d. 29 aprilie 1967, Berlin, Germania) a fost un actor și regizor american, cel mai notabil pentru filmele sale noir și western. Ca regizor a colaborat cu John Alton și cu James Stewart.

## Filmografie selectivă
- 1942  Dr. Broadway
- 1945 Marele Flamarion (The Great Flamarion)
- 1947 Disperarea (Desperate)
- 1949 Incident la frontieră (Border Incident)
- 1950 Winchester '73
- 1951 Quo Vadis?
- 1953 Acolo unde cotește râul (Bend of the River)
- 1953 Recompensă pentru șerif (The Naked Spur), cu Janet Leigh
- 1954 Povestea lui Glenn Miller (The Glenn Miller Story)
- 1954 Țara îndepărtată (The Far Country)
- 1955 Omul din Laramie (The Man from Laramie)
- 1955 Ultima frontieră (The Last Frontier)
- 1956 Serenada (Serenade)
- 1957 Steaua de tinichea (The Tin Star)
- 1960 Cimarron
- 1961 Cidul (El Cid)
- 1964 Căderea imperiului Roman (The Fall of the Roman Empire)
- 1965 Eroii de la Telemark (The Heroes of Telemark)